# Proprioseiopsis genitalis
Proprioseiopsis genitalis är en spindeldjursart som beskrevs av Wolfgang Karg 1976. Proprioseiopsis genitalis ingår i släktet Proprioseiopsis och familjen Phytoseiidae. Inga underarter finns listade i Catalogue of Life.